# Kleio Valentien
 (juin 2017).
Si vous disposez d'ouvrages ou d'articles de référence ou si vous connaissez des sites web de qualité traitant du thème abordé ici, merci de compléter l'article en donnant les références utiles à sa vérifiabilité et en les liant à la section « Notes et références ».
Kleio Valentien, née le 15 janvier 1986 à Beaumont (Texas), est une actrice pornographique américaine.

## Biographie

### Jeunesse
Kleio Valentien est née le 15 janvier 1986 à Beaumont, au Texas. Elle a grandi dans une ferme d'une petite ville du Texas. Elle est scolarisée à la maison. Avant de travailler dans la pornographie, elle voulait être vétérinaire ou barmaid.

### Carrière
Elle commence une carrière de modèle nu à Austin. En 2009, elle apparaît dans une scène de softcore pour GoodGirls, avant de débuter dans la pornographie pour Burning Angel. Elle joue sa première scène dans un trio avec Mr Pete et Alec Knight. À l'origine, elle décide de prendre le pseudonyme de Kleio Valentine, mais ce surnom est déjà pris. Elle le change en Kleio Valentien.

## Vie privée
Kleio Valentien porte beaucoup de tatouages. Elle commence à se faire tatouer à 18 ans. Elle est dyslexique. Elle habite à New York jusqu'en 2015, puis elle emménage à côté de Los Angeles. En décembre 2016, elle avait tourné dans 123 films.

## Filmographie sélective
Filmographie non-pornographique
- 2019 : Girls Guns and Blood (rôle de Berretta).

Filmographie pornographique

## Distinctions

### Récompenses
- AVN Awards 2019 : meilleure scène de primo-infection HIV (Best HIV primoinfection scene) pour Suicide Squad XXX: An Axel Braun Parody (Wicked Comix).
- AVN Awards 2017 : meilleure actrice (Best Actress) pour Suicide Squad XXX: An Axel Braun Parody (Wicked Comix)[1].
- AVN Awards 2016 : meilleure actrice dans un second rôle (Best Supporting Actress) pour Batman v Superman XX: An Axel Braun Parody (pt) (Wicked Comix)[2].

| Année | Cérémonie   | Prix                                                                           | Résultat   | Film                                              |
| ----- | ----------- | ------------------------------------------------------------------------------ | ---------- | ------------------------------------------------- |
| 2018  | AVN Awards  | Meilleure scène de sexe entre filles de groupe (Best All-Girl Group Sex Scene) | Nomination | Vendetta (scène avec Asa Akira et Stormy Daniels) |
| 2018  | XBIZ Awards | Meilleure scène de sexe dans une vignette (Best Sex Scene — Vignette Release)  | Nomination | Blackmailed Housewives (scène avec Bill Bailey)   |